# 쿠사바 미치테루
쿠사바 미치테루(일본어: 草場 道輝, 1971년 1월 1일 ~ ) 은 일본의 만화가이다. 나가사키현 이사하야시 출신. 나가사키 대학 졸업.